# Phylloxera texana
Phylloxera texana är en insektsart som beskrevs av Stoetzel 1981. Phylloxera texana ingår i släktet Phylloxera och familjen dvärgbladlöss. Inga underarter finns listade i Catalogue of Life.